# Tinnis
Tinnis (in arabo ﺗﻨﻴﺲ‎?, Tinnīs), è una cittadina portuale egiziana, sita sul Lago Manzala, nella zona del Delta, tra Porto Fuʾād e Damietta, nell'attuale Governatorato di Porto Said.
Chiamata anticamente Tenessos, essa era governata dai Bizantini allorché le forze arabo-islamiche di ʿAmr b. al-ʿĀṣ la conquistarono nel 641.
Svolse per lungo tempo un ruolo strategico di grande rilevanza, vista la sua capacità di accogliere naviglio in grado di navigare il fiume verso settentrione e di giungere quindi fino al Cairo stesso e ad Aswān, ma anche economico. In epoca crociata esso era infatti il terzo porto egiziano per importanza, subito dopo Alessandria (Iskandariyya) e Damietta (Dumyāṭ), di particolare importanza per i traffici con la Siria e l'Italia e la lavorazione e il commercio del lino e della lana, tanto da indurre le autorità egiziane ad aprirvi un ṭirāz, in grado tra l'altro di fabbricare annualmente la preziosa kiswa, destinata a ricoprire la Kaʿba di Mecca.
La città rimase a netta prevalenza cristiana e il viaggiatore ismailita Nāṣer-e Khosrow parlava nella sua visita in Egitto in epoca fatimide (1048) della presenza di 50 000 cristiani, copti e melkiti.
La città nel 1177 subì il saccheggio da parte della flotta del Regno di Sicilia .
La politica afflittiva delle autorità islamiche, che distrussero decine di chiese, portò a un'accentuata emigrazione cristiana.
L'essere diventata oggetto privilegiato delle azioni belliche crociate, che speravano di facilitare con la sua conquista la sopravvivenza di Outremer impadronendosi del "ventre molle" meridionale della Terrasanta, indusse il Sultano ayyubide al-Malik al-Kāmil (nipote di Saladino) a radere al suolo nel 1227 Tannīs.

Poco o nulla sopravvisse delle antiche fortune della città, tanto che il viaggiatore Ibn Baṭṭūṭa descrisse nel 1326 Tannīs nella sua Riḥla (Viaggio) come un sito in quasi totale abbandono.